# Val de Travers
Val de Travers är en dal i Schweiz.   Den ligger i kantonen Vaud, i den västra delen av landet, 60 km väster om huvudstaden Bern.
I omgivningarna runt Val de Travers växer i huvudsak blandskog. Runt Val de Travers är det ganska tätbefolkat, med 62 invånare per kvadratkilometer.